# 郭锡兰
郭锡兰（1919年—1985年），男，山西临县人，中华人民共和国政治人物，曾任西藏自治区革命委员会副主任，西藏自治区人民政府第一副主席。